# Saint-Jean-de-Soudain
Saint-Jean-de-Soudain is een gemeente in het Franse departement Isère (regio Auvergne-Rhône-Alpes). De plaats maakt deel uit van het arrondissement La Tour-du-Pin. Saint-Jean-de-Soudain telde op 1 januari 2022 1.698 inwoners. 

## Geografie
De oppervlakte van Saint-Jean-de-Soudain bedroeg op 1 januari 2022 7,48 vierkante kilometer; de bevolkingsdichtheid was toen 227 inwoners per km².

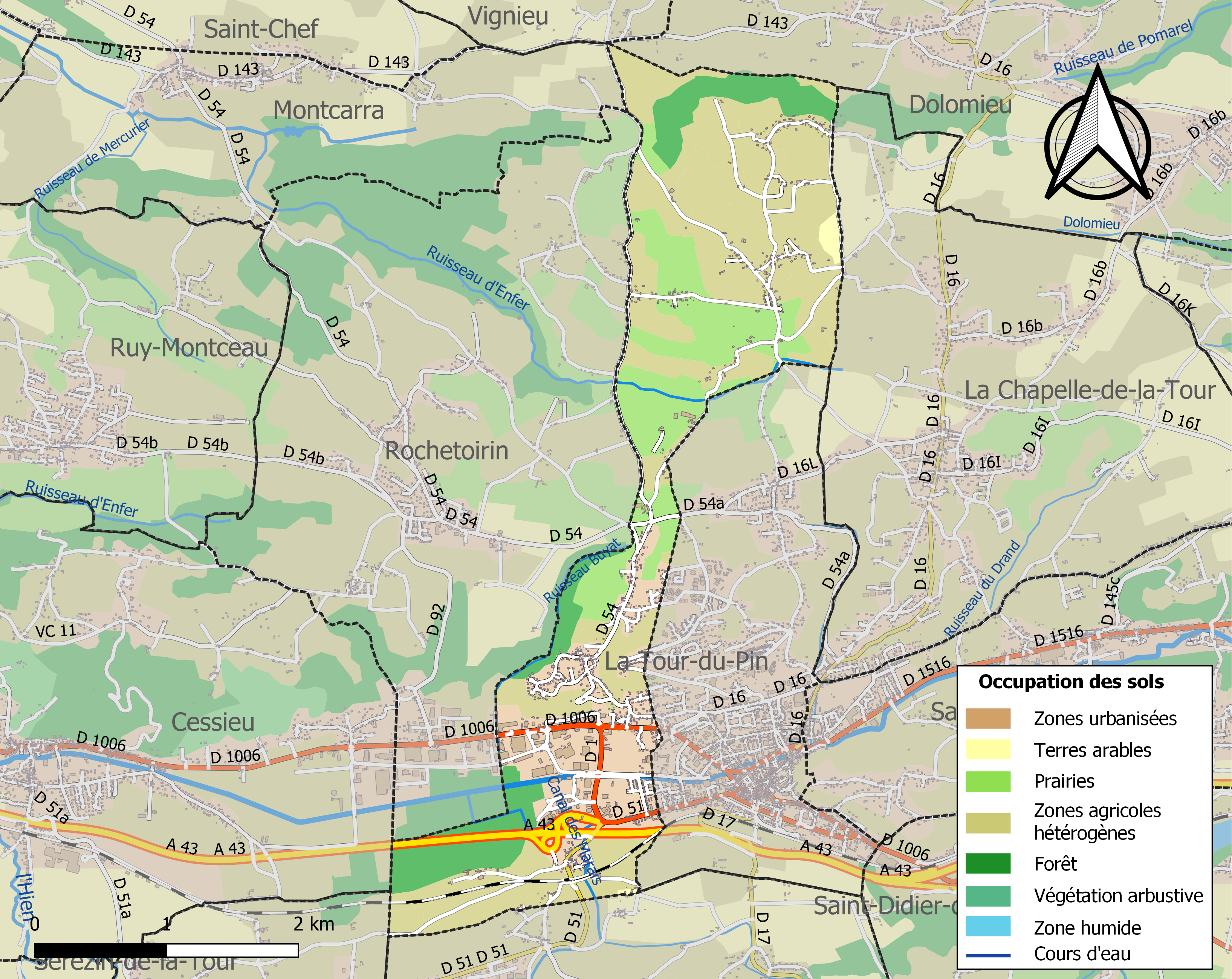
Kaart van de gemeente met de belangrijkste infrastructuur, bodemgebruik en omliggende gemeenten

## Demografie
Onderstaande figuur toont het verloop van het inwonertal (bron: INSEE-tellingen).